# Grassroots
Pour plus de détails, voir Fiche technique et Distribution.
Grassroots est un film américain réalisé et coécrit par Stephen Gyllenhaal, d'après le livre Zioncheck for President de Phil Campbell, sorti en 2012.

## Fiche technique
- Titre : Grassroots
- Réalisation : Stephen Gyllenhaal
- Scénario : Stephen Gyllenhaal et Jusitn Rhodes, d'après le livre Zioncheck for President de Phil Campbell
- Photographie : Sean Porter
- Montage : Neil Mandelberg
- Musique : Nick Urata
- Décors : Laurie Hicks
- Costumes : Ronald Leamon
- Casting : Robin Gurland
- Production : Matt R. Brady, Peggy Case, Michael Huffington, Peggy Rajski et Brent Stiefel ; Robin Gurland et Kathleen Man Gyllenhaal (coproducteur) ; Phil Campbell, Neil Mandelberg, John Misner et Joe Shapiro (associé)
  - Production exécutive : Jane Charles, Gary Allen TucciLuke Watson et Jim Charleston
- Sociétés de production : MRB Productions (en) et Two Tall Boots
- Société(s) de distribution :  Samuel Goldwyn Films
- Pays d'origine :  États-Unis
- Langue originale : anglais
- Format : couleur - 35 mm - 2,35:1 - son Dolby Digital
- Genre : comédie dramatique
- Durée : 98 minutes
- Dates de sortie :
 États-Unis : 10 juin 2012[1] (Festival international du film de Seattle), 20 juillet 2012[1] (sortie nationale limitée)
 Royaume-Uni : 9 novembre 2012[1]
 France : indéterminé

Source : IMDb

## Distribution
- Jason Biggs : Phil Campbell
- Joel David Moore : Grant Cogswell
- Lauren Ambrose : Emily Bowen
- Cobie Smulders : Clair
- Tom Arnold : Tommy
- Christopher McDonald : Jim Tripp

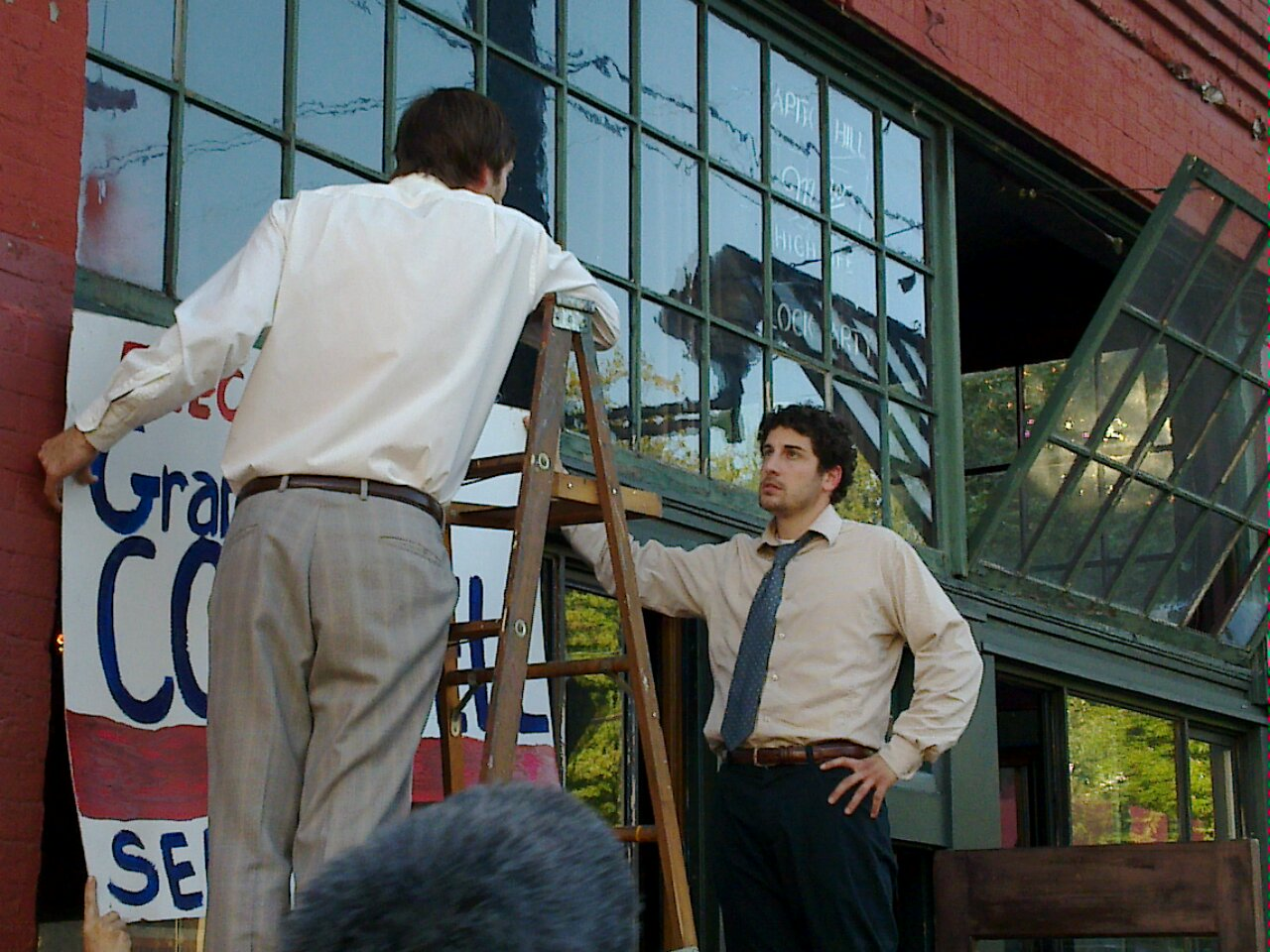
Jason Biggs et Joel Moore dans Grassroots tourné près de Capitol Hill à Seattle.

- Cedric the Entertainer : Richard McIver
- Emily Bergl : Theresa Glendon
- Todd Stashwick : Nick Ricochet
- D. C. Pierson (en) : Wayne
- Michael Nardelli : Willis
- Russell Hodgkinson : Pernell Alden
- Noah Harpster : Marvin